# تشارلز فريدريك هارت
تشارلز فريدريك هارت هو أحيائي وجيولوجي كندي، ولد في 23 أغسطس 1840 في فريدريكتون في كندا، وتوفي في 18 مارس 1878 في ريو دي جانيرو في البرازيل بسبب حمى صفراء.